# 김준영 (1999년)
김준영(1999년 5월 31일 ~ )은 대한민국의 축구 선수이다. 포지션은 미드필더이다.